# Tim Hofstede
Tim Hofstede (Breda, 6 september 1989) is een Nederlands betaald voetballer die bij voorkeur uitkomt als verdediger. 
Hofstede speelde in zijn jeugd bij een amateurclub in Bavel. Hij maakte zijn debuut als betaald voetballer op 12 december 2008 in dienst van NAC tijdens een 3-0-verlies tegen Ajax, waar hij inviel voor Tyrone Loran. Hij tekende in juni 2010 een eenjarig contract bij FC Den Bosch, dat hem transfervrij overnam van NAC Breda.
In 2016 liep zijn contract af en ging hij spelen bij KFC Zwarte Leeuw  dat actief is in de Belgische 4e klasse. In 2017 ging hij naar Hoogstraten VV.

## Carrière
| Seizoen                  | Club           | Land           | Competitie     | Competitie | Competitie | Beker | Beker | Europees | Europees | Play-offs | Play-offs | Totaal | Totaal |
| Seizoen                  | Club           | Land           | Competitie     | Wed.       | Dlp.       | Wed.  | Dlp.  | Wed.     | Dlp.     | Wed.      | Dlp.      | Wed.   | Dlp.   |
| ------------------------ | -------------- | -------------- | -------------- | ---------- | ---------- | ----- | ----- | -------- | -------- | --------- | --------- | ------ | ------ |
| 2008/09                  | NAC Breda      | Nederland      | Eredivisie     | 4          | 0          | 0     | 0     | 0        | 0        | 3         | 0         | 7      | 0      |
| 2009/10                  | NAC Breda      | Nederland      | Eredivisie     | 1          | 0          | 0     | 0     | 1        | 0        | 0         | 0         | 2      | 0      |
| 2010/11                  | FC Den Bosch   | Nederland      | Eerste divisie | 13         | 0          | 0     | 0     | 0        | 0        | 4         | 0         | 17     | 0      |
| 2011/12                  | FC Den Bosch   | Nederland      | Eerste divisie | 32         | 0          | 2     | 0     | 0        | 0        | 6         | 0         | 40     | 0      |
| 2012/13                  | FC Den Bosch   | Nederland      | Eerste divisie | 28         | 1          | 3     | 0     | 0        | 0        | 0         | 0         | 31     | 1      |
| 2013/14                  | FC Den Bosch   | Nederland      | Eerste divisie | 33         | 0          | 1     | 0     | 0        | 0        | 1         | 0         | 35     | 0      |
| 2014/15                  | FC Den Bosch   | Nederland      | Eerste divisie | 37         | 0          | 1     | 0     | 0        | 0        | 0         | 0         | 38     | 0      |
| 2015/16                  | FC Den Bosch   | Nederland      | Eerste divisie | 33         | 1          | 4     | 1     | 0        | 0        | 0         | 0         | 37     | 2      |
| Carrièretotaal           | Carrièretotaal | Carrièretotaal | Carrièretotaal | 181        | 2          | 11    | 1     | 1        | 0        | 14        | 0         | 207    | 3      |
| Bijgewerkt op 6 mei 2016 |                |                |                |            |            |       |       |          |          |           |           |        |        |